# Mesterek (film)
A Mesterek (kínaiul: 龍行天下, pinjin: Long xing tian xia, magyaros átírással: Lung hszing tien hszia, angol címén The Master) egy hongkongi akciófilm Jet Livel a főszerepben, Tsui Hark rendezésében. A film nem kapott túlzottan jó kritikákat, a LoveHKFilm például bár a harckoreográfiát dicsérte, rettentően unalmasnak nevezte a cselekményt, és Jet Li valamint Tsui Hark legrosszabb filmjének tekintette az alkotást.

## Történet
Az öreg Tak mester egykor harcművészetet tanított, ma pedig Amerikában él és gyógyfüveket árul. Egykori tanítványa, Johnny (Jerry Trimble) minden korábbi mestere életére tör, hogy bebizonyítsa, ő a legjobb harcos. Tak mestert is megtámadja és szétveri a boltját. Az idős mester bujdokolni kényszerül. Legjobb tanítványa, Jet (Jet Li) érkezik a segítségére Kínából, de a fiú nehezen boldogul az ismeretlen nyugati kultúrában, ráadásul kéretlen amerikai tanítványokat is kap, akik tőle szeretnének tanulni és mindenhová követik.